# Georg Heinrich Bode
Georg Heinrich Bode (* 18. Oktober 1802 in Northeim; † 26. Juni 1846 in Göttingen) war ein deutscher Klassischer Philologe.

## Leben
Georg Heinrich Bode besuchte das Gymnasium Corvinianum zu Northeim und studierte ab 1820 Philologie an der Universität Göttingen. 1823 errang er den Preis der philosophischen Fakultät mit einer Schrift über die Orphische Dichtung, die im folgenden Jahr gedruckt erschien. Mit der Promotion (am 3. April 1824) erwarb er auch die venia legendi in Klassischer Philologie.
Nach dem Studium arbeitete Bode zunächst ein Jahr als Lehrer der alten Sprachen sowie des Französischen und ging dann als Dozent der alten Sprachen nach Northampton in Massachusetts. Nach drei Jahren kehrte er nach Göttingen zurück und wurde dort zum Assessor der philosophischen Fakultät sowie zum Akzessisten an der Universitätsbibliothek ernannt.
Die Stellung des Assessors war – ähnlich wie die Privatdozentur – als Durchgangsstation vor der Professur gedacht. Dennoch erhielt Bode keinen Ruf an eine auswärtige Universität. Er blieb in Göttingen bis zu seinem Tod im Alter von 43 Jahren in derselben Stellung.
Seine literarische Produktion in dieser Zeit war umfangreich: Er veröffentlichte eine kommentierte Ausgabe der Mythographi Vaticani (Celle 1834), die wenige Jahre zuvor Angelo Mai in Rom entdeckt und erstmals herausgegeben hatte. Bode lieferte im ersten Band seiner Ausgabe den Text und im zweiten Band einen umfangreichen Kommentar. Daneben bereitete er sein Hauptwerk vor: Die Geschichte der Hellenischen Dichtkunst, die zunächst auf zwei Bände berechnet war und die griechische Literatur von ihren Anfängen bis zum 4. Jahrhundert v. Chr. umfasste. Die ersten zwei Bände erschienen 1838 in drei Teilen und behandelten das griechische Epos sowie die ionische, dorische und äolische Lyrik. 1839 und 1840 ließ Bode einen weiteren Band in zwei Teilen folgen, in denen er die griechische Tragödie, das Satyrspiel und die Komödie (mit Ausschluss der Neuen Komödie) behandelte.

## Schriften
- Orpheus poetarum Graecorum antiquissimus. Göttingen 1824
- Scriptores rerum mythicarum Latini tres Romae nuper reperti. Zwei Bände, Celle 1834
- Geschichte der Hellenischen Dichtkunst. Drei Bände in fünf Teilen, Leipzig 1838–1840
- Quaestiones de antiquissima carminum Orphicorum aetate patria atque indole. Göttingen 1838